# Manuel Mosquera Bastida
Manuel Mosquera Bastida (La Corunya, 10 d'agost de 1968) és un exfutbolista gallec, que jugava de davanter, i posteriorment entrenador de futbol.

## Trajectòria
Sorgeix del planter del Deportivo de La Corunya, i tot i que arriba a jugar amb el filial, el Fabril Deportivo, no debuta amb el primer equip deportivista. El 1990 fitxa pel CF Extremadura, amb qui aconsegueix pujar a Segona Divisió primer i posteriorment a la màxima categoria. Manuel va ser un dels jugadors més decisius per assolir aquesta fita històrica, ates que marca fins a 19 gols en eixa campanya 95/96.
Però, no juga en Primera amb els extremenys, ja que fitxa per la SD Compostela a l'estiu de 1996. Dos temporades roman el gallec amb els compostel·lans, en les quals no arriba a aconseguir un lloc titular i només marca 3 gols.
A mitjans de la temporada 97/98 retorna al CF Extremadura, militant la campanya següent en Primera amb els blaugrana. En esta segona etapa el davanter hi romandria fins al 2005, visquent dos descensos fins a Segona B. En tots aquests anys, seria un dels símbols del seu equip. De fet, ha sumat 37 partits a la màxima categoria i gairebé 200 en Segona amb la samarreta del club d'Almendralejo.
A partir de 2005 s'incorporà al CCD Cerceda, de la Tercera Divisió gallega, on realitzà les funcions de jugador-entrenador.
Posteriorment a la seua retirada, ha format part de l'equip de Deportivo de La Corunya de futbol indoor.